# Henryk Krysztofiak
Henryk Krysztofiak (ur. 5 lipca 1930 w Poznaniu, zm. 3 grudnia 2020 tamże) – polski piłkarz grający na pozycji bramkarza.
Był wychowankiem Polonii Poznań. Występował również w barwach Spójni Poznań oraz Gwardii Lublin. Jako zawodnik Lecha Poznań (wówczas Kolejarz Poznań) rozegrał w 1954 roku 17 spotkań w ówczesnej I lidze (najwyższej klasie rozgrywkowej). Później ponownie występował w barwach Polonii Poznań.